# 에토 마사키
에토 마사키(일본어: 江藤 正基, 1954년 2월 26일~)는 일본의 전직 레슬링 선수이다. 1988년 하계 올림픽 그레코로만형 페더급에서 은메달을 획득했으며,  세계 선수권 대회에서 금메달 1개를 획득했다.